# Rob Mulders
Rob Mulders (Well, 7 april 1967 – 29 januari 1998) was een Nederlands wielrenner. Hij werd in 1991 prof bij de Buckler-formatie. Hij reed tot en met 1995 bij de ploeg van Jan Raas. In 1996 reed hij voor het Belgische Collstrop. Daarna beëindigde Mulders zijn wielercarrière. Mulders kwam in 1998 om het leven bij een auto-ongeluk.

## Overwinningen
1991
- Omloop der Kempen
- Viane

1993
- Boxmeer, dernycriterium
- Circuit des Frontières
- Veenendaal-Veenendaal

1996
- Maastricht, dernycriterium

## Resultaten in voornaamste wedstrijden
| Jaar | Ronde van Italië | Ronde van Frankrijk | Ronde van Spanje |
| ---- | ---------------- | ------------------- | ---------------- |
| 1992 |                  |                     | 117e             |
| 1993 |                  | 134e                |                  |
| 1994 |                  | 116e                |                  |
| 1995 |                  |                     | opgave           |
| 1996 |                  |                     |                  |

| Jaar | Milaan-San Remo | Gent-Wevelgem | Ronde van Vlaanderen | Parijs-Roubaix | Luik-Bast.‑Luik | Ronde van Lombardije |
| ---- | --------------- | ------------- | -------------------- | -------------- | --------------- | -------------------- |
| 1992 |                 |               |                      |                |                 | 23e                  |
| 1993 |                 |               |                      |                |                 |                      |
| 1994 | 87e             | 81e           |                      |                |                 |                      |
| 1995 |                 | 51e           | 31e                  | 51e            | 59e             |                      |
| 1996 |                 | 40e           | 76e                  | 56e            |                 |                      |